# Homalium nitens
Homalium nitens är en videväxtart som beskrevs av William Bertram Turrill. Homalium nitens ingår i släktet Homalium och familjen videväxter. Inga underarter finns listade i Catalogue of Life.